# Conolophia conscitaria
Conolophia conscitaria är en fjärilsart som beskrevs av Walker 1861. Conolophia conscitaria ingår i släktet Conolophia och familjen mätare. Inga underarter finns listade i Catalogue of Life.